# 格魯吉亞歷史
格魯吉亞的歷史和格鲁吉亚人有着密切关系。

## 古代
格鲁吉亚的历史極為深遠。早在180萬年前，位於今日格魯吉亞東南部的德馬尼西發掘出來的四副直立人(Homo erectus)的骨骼化石，可見這裡在很早以前就有人居住。在其他地區亦有發現一些在其他時期的遺骸，時間在公元前6千年到前5千年 。
從其文化发展，可追溯自极早的青铜器时代，当时各部落业已形成，青铜器之制作技艺出现后，不同部落间方开始正式交流。
但若論述其國度的形成，則應從公元前1000年時的科爾基斯及高加索伊比利亞開始說起。這兩個早期格魯吉亞國家被認為是格魯吉亞文明的起源，是過往文化的再興。在古典時代晚期，兩個早期的格魯吉亞王國已經形成，分別是位於西部瀕海的科爾基斯（კოლხეთი）和東面的伊比利亞（იბერია）。
西元前66年，羅馬帝國完成了對高加索地區的征服，此後近400年，格魯吉亞王國成為了羅馬帝國的附庸國和盟國。
西元337年，國王米利安三世「聖者」宣布基督教為國教，使格魯吉亞人開始信奉基督教，為格魯吉亞的文學、藝術發展帶來刺激，惟基督教之传入使古格鲁吉亚文字消逝无踪，而由希腊文及叙利亚文所混合而成之新文字替代。
此后三百年間格鲁吉亚一直捲入东罗马帝国与波斯帝国之戰爭中，科爾基斯更是其中一處戰場。在中世紀早期，兩個早期建立的王國都瓦解成各個封建地區。這導致阿拉伯人能夠在7世紀輕易地征服格魯吉亞的東南部地區。儘管阿拉伯人在西元645年就奪取了首都第比利斯，卡特利－伊比利亞仍保留了相當的自治權。這些地區最終於11世紀早期得到解放，並一統為新王國的一部分。

## 中世纪
西元813年，影響格魯吉亞近千年的巴格拉特王朝始建。其中，於1027－72年在位的巴格拉特三世統一了格魯吉亞的東西部分。在下一個世紀裡，被普遍認為是最偉大和成功的格魯吉亞統治者大衛四世(1089－1125年在位)把格魯吉亞推向黃金時期，他驅逐了入侵的塞爾柱人，並把格魯吉亞的文化和政治影響向南拓展至亞美尼亞，並向東擴張至裡海。

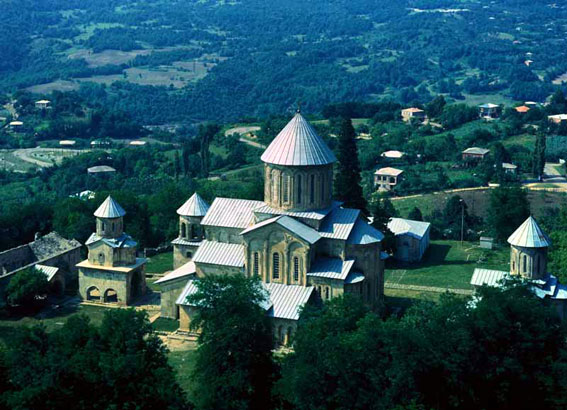
格拉特隱修院，興建於中世紀，曾在長時期作為格魯吉亞的文化和學術中心

格魯吉亞王國在12世紀至13世紀早期達到頂點。格魯吉亞的黃金時代留下了偉大的教堂、浪漫的詩歌和文學遺產。
其后1226年花剌子模王朝蘇丹札蘭丁入侵高加索，佔領並破壞第比利斯，終結了格魯吉亞王國的復興。 此後，最後一位統治著一統的格魯吉亞國王佐治五世（1299－1302年，1314－1346年在位）成功抵抗蒙古人的入侵，並保存了帝國的基督教文化。然而，他死後王國內眾多的地方統治者不斷爭取獨立，至15世紀王國已經完全分解。1386年至1403年间格魯吉亞又受帖木儿侵袭，更使當地经济文化遭严重破坏，从此一蹶不振。

## 近代
1453年奥斯曼帝国攻陷君士坦丁堡，並在1461年滅掉格魯吉亞人協助建立的特拉比松帝國。16世紀早期，波斯的薩非王朝和奥斯曼帝国更分別征服了格鲁吉亚的東西部分，格鲁吉亚与西方联系自此中断三百年。此期间格鲁吉亚分裂，其中有一些小国保持了独立，比如西部的古里亞公國。

## 现代
1783年沙俄势力进入该区，俄国保护格鲁吉亚之完整并拥有其宗主权。1804年至1864年间，格鲁吉亚诸邦相继被帝俄兼并。
1917年，1917年俄国革命使得俄罗斯进入一场血腥的内战。一些偏远地区宣布独立，格鲁吉亚就是其中之一。1918年喬治亞民主共和國宣布成立。新的国家由孟什维克派的的社会民主党统治。1921年2、3月间，格鲁吉亚苏维埃政权建立，并于1936年併入苏联，改称为格魯吉亞蘇維埃社會主義共和國。
1985年戈尔巴乔夫就任苏联共产党中央委员会总书记上台执政后，大力提倡开放与改革政策，苏联各加盟共和国相继謀求脫離苏联；1990年，格鲁吉亚最高苏维埃决议前苏联之联邦条约违法，并发表主权宣言，更改国名为格鲁吉亚共和国。1991年4月9日，宣布脱离苏联独立。1991年8月，软禁苏联共产党总书记戈巴契夫的夺权政变失败后，以俄罗斯为首之十一个苏联加盟共和国组成“独立国家联合体”，格鲁吉亚一开始并没有加入，至1993年12月始加入“独立国家联合体”。1996年4月，“格鲁吉亚共和国”更名为格鲁吉亚。2003年发生玫瑰革命，总统谢瓦纳兹下台。
2008年8月7日，當全球媒體皆矚目於2008年北京奧運之際，格鲁吉亚軍隊進攻該國與俄羅斯接鄰的南奧塞梯，試圖將該地納入其政府軍管轄之下。2008年8月8日，俄羅斯軍隊亦進入南奧塞梯，並對格鲁吉亚軍隊發動一系列空襲。據格鲁吉亚總統薩卡什維利表示，在非衝突區亦有平民目標遭受空襲，並一度表示考慮退出奧運，俄羅斯官方則否認發動空襲。歐洲聯盟聞訊旋提出和平方案， 俄羅斯方面當即表明“不贊成歐美國家介入”。2008年8月12日，格魯吉亞宣布退出獨聯體。8月28日，俄羅斯宣布承認南奧塞提亞和阿布哈茲獨立。作為回應，格鲁吉亚於次日決定與俄羅斯斷交。